# アプティブ
アプティブ (Aptiv PLC) は、アメリカ合衆国の自動車部品メガサプライヤーである。旧称はデルファイ・コーポレーション (Delphi Corporation) 。元々はゼネラルモーターズ (GM) から分社化されたことで設立された。本社はミシガン州トロイにある。
日本には、日本法人として日本アプティブ・モビリティサービシス株式会社 がある。

## 概要
アプティブは以下の部門からなる。
- "Signal and Power Solutions (旧Electrical/Electronic Architecture)" は、電装全般、電子部品、配線ケーブルの開発・製造を行う。
- "Advanced Safety and User Experience (旧Electronics & Safety)" は、ソフトウェアやセンシング・システム、コンピュータ・プラットフォーム、セキュリティ・システム、自動運転システム、ユーザーエクスペリエンス、インフォテイメントシステムや電子制御システムの開発・製造を行う。

## 歴史
1994年にGM内に設立された自動車部品グループ (Automotive Components Group, ACG／部品事業部) を母体とする。ACGは1995年にデルファイ・オートモーティブ・システムズ (Delphi Automotive Systems) に社名を変更し、1999年に完全な公開会社として分社化された。さらに、2002年にデルファイ・コーポレーションに社名を変更している。
2005年10月中旬に経営破綻し、親会社GMの支援のもとに経営立て直しが進められた。
デルファイの中核資産は投資会社に売却され、2009年10月に新生デルファイ・コーポレーションが設立された。また、非中核資産の一部はGMへと売却された。資産売却後、元のデルファイ・コーポレーションはDPH Holdings Corporationと改称された。新生デルファイの本社はイギリスへ移された。
2015年7月、デルファイは熱システム（Thermal Business）部門をMahle-Behr GmbH（マーレベーア）へ売却した。Mahle-Behrはデルファイの熱システム部門を統合したことで、世界で二番手の自動車用熱管理システム（エアコンやパワートレイン冷却システム、コンプレッサーなど）のサプライヤーとなった。2015年12月、自動運転システムの開発を本格化することを発表した。また、同月にen:HellermannTytonを17億ドルで買収した。
2016年6月、デルファイは3Dプリンター会社のCarbon（カーボン）とパートナーシップを結んだ。これによってCarbon社の連続液界面製造（Continuous Liquid Interface Production）技術を製造に活用する権利を得た。また、2017年10月には自動運転のスタートアップNuTonomy（ニュートノミー）を4億5000万ドルで買収した。
2017年12月、パワートレイン事業とアフターマーケット製品事業を
Delphi Technologies（デルファイ・テクノロジーズ）としてスピンオフし、デルファイ・コーポレーションはAptiv PLCへと改称した。

## 製品
アメリカのGMは元々部品の内製率が高く、70%ほどを社内で生産していた。タイヤと窓ガラスを除いては、1990年の初め頃までほぼ全ての主要部品が内製されており、下記の各部品事業部の出先機関が日本GM内に存在していた。
- AC Rochester（ACロチェスター）：エンジン部品、スパークプラグなど
- Delco Remy（デルコ・レミー）：バッテリー、オルタネーター、スターターモーターなど
- Delco Moraine LHD（デルコ・モレーンLHD）：ブレーキ、ABSなど
- Delco Products（デルコ・プロダクツ）：サスペンション、ワイパーなど
- Delco Electronics（デルコ・エレクトロニクス）：ECU、ラジオ、カーステレオ、スピードメーターなど
- Harrison（ハリソン）：ラジエター、エアコン
- Packard Electric（パッカード・エレクトリック）：ワイヤハーネス、水温センサー、フューズボックスなど
- Saginaw（サギノー）：ステアリング、ドライブシャフトなど
- Inland Fisher Guide（インランド・フィッシャー・ガイド）：ライト類、ドアラッチ、ウィンドリフターなど
- GM Powertrain（GMパワートレイン）：乗用車用のトランスミッション
- GM Alison（GMアリソン）：大型車用のトランスミッション

AC Rochesterは、AC Spark plug（ACスパークプラグ）と、エンジン関係部品を作っていたRochesterが合併してできた事業である。Delcoの名前の付いた4つの事業部は、いずれもDayton Engineering Laboratories Company （デイトナ・エンジニアリング・ラボラトリーズ・カンパニー）が起源である。現在はDelco Electronics のみが残っており、他の3事業部は統廃合された。Inland Fisher Guideはライト部門を1990年中ごろに売却後、Harrison と合併統合されDelphi Interior（デルファイ・インテリア） となっている。GM PowertrainとGM AlisonはDelphiがGMから分社後もGM内に留まり、独自の営業活動を行っている。